# کشتی در یونان باستان
کُشتی یونانی (زبان یونانی: πάλη) یا کُشتی یونان باستان که با نام پاله (πάλη) شناخته می‌شد، محبوب‌ترین ورزش سازمان‌یافته در یونان باستان بود. زمانی که یکی از بازیکنان با پشت، لگن یا شانه خود زمین را لمس می‌کرد یا به دلیل تسلیم شدن شکست می‌خورد یا به اجبار از منطقهٔ مجاز کشتی خارج می‌شد، امتیاز برای حریف او به دست می‌آمد. برای بردن بازی، کشتی‌گیران باید سه امتیاز کسب می‌کردند.
یکی از موقعیت‌های مهم در این شکل از کشتی، موقعیتی بود که یکی از شرکت‌کنندگان روی شکم دراز کشیده بود و دیگری به پشت می‌خواست او را خفه کند (معادل خاک کردن). ورزشکار خاک شده سعی می‌کرد یک بازوی فرد بالایی را بگیرد و او را به پشت بچرخاند در حالی که ورزشکار بالا سعی می‌کرد بدون غلت خوردن او را خفه کند.
کُشتی در سال ۷۰۸ قبل از میلاد، اولین مسابقهٔ بدون دویدن بود که به بازی‌های المپیک باستان افزوده شد. این مسابقات به سبک تورنمنت حذفی برگزار می‌شدند تا اینکه یک کشتی‌گیر با غلبه بر تمامی حریفان، به مقام قهرمانی می‌رسید. منطقه کشتی یک پلترون مربع شکل یا استریما بود. این مسابقه همچنین بخشی از مسابقات پنج‌گانه هم بود. کشتی به عنوان بهترین ورزشی که نشان از قدرت افراد می‌داد، در بین تمام مسابقات مجبوبیت داشت و در اساطیر یونان به هراکلس منسوب می‌شد.

## کشتی گیران معروف دوران باستان
میلو اهل کروتون یکی از مشهورترین کشتی گیران دوره باستان بود. در یکی از بازی‌ها، هیچ‌کس او را به چالش نکشید، اما زمانی که او به سمت اسکاما می‌رفت، لیز خورد و افتاد و تماشاچیان به تاج‌گذاری و برنده اعلام شدن او معترض شدند زیرا پشتش به خاک خورده بود. او مخالفت کرد و عقیده داشت باید تاج به سر نهد و می‌گفت برای شکست خوردن باید سه بار امتیاز از دست دهد ولی فقط یک بار زمین‌خورده است.
لئونتیسکوس اهل مسینا نیز یک قهرمان برجسته کُشتی بود. او به خاطر مهارت‌های خوبش در کشتی معروف نبود، بلکه به خاطر مهارت‌های برترش در خم کردن انگشتان حریف معروف بود. او می‌توانست تا حد محرومیت انگشت حریف را خم کند و با این تکنیک دو عنوان قهرمانی را به دست آورد. به نقل از کتاب سودا، او را آکرخرسیتس (Ἀκροχερσίτης) می‌نامیدند، یعنی کسی که انگشتان حریف خود را می‌شکست.
سودا در مورد کشتی‌گیری به نام کلئوستراتوس (یونانی باستان: Κλεόστρατος) اهل جزیرهٔ رودز نقل کرده که او در کشتی با فشار دادن حریف خود به پیروزی می‌رسید. از کشتی‌گیری به نام توپسیوس (یونانی باستان: Τόψιος) برادر فیلسوف معروف، دیو اسکندریه، نیز نام برده است. دموستن اهل یوتینوس (Εὔθυνος) نیز جزء کشتی‌گیران معروف باستان بود. آلیان هم در کتاب خود، از کشتی‌گیری به نام دموکراتس (Δημοκράτης) یاد می‌کند. دیوژن لائرتیوس نیز از کشتی‌گیری با نام آریستون (Ἀρίστων) اهل آرگوس یاد کرده است.
پوسانیاس هم فهرستی از کشتی گیران و مجسمه‌های بسیاری که از آن‌ها ساخته شده، در کتاب خویش آورده است.

## قوانین
اینها قوانین ورزش باستانی پاله است:
- هیچ ضربه یا لگد عمدی مجاز نیست

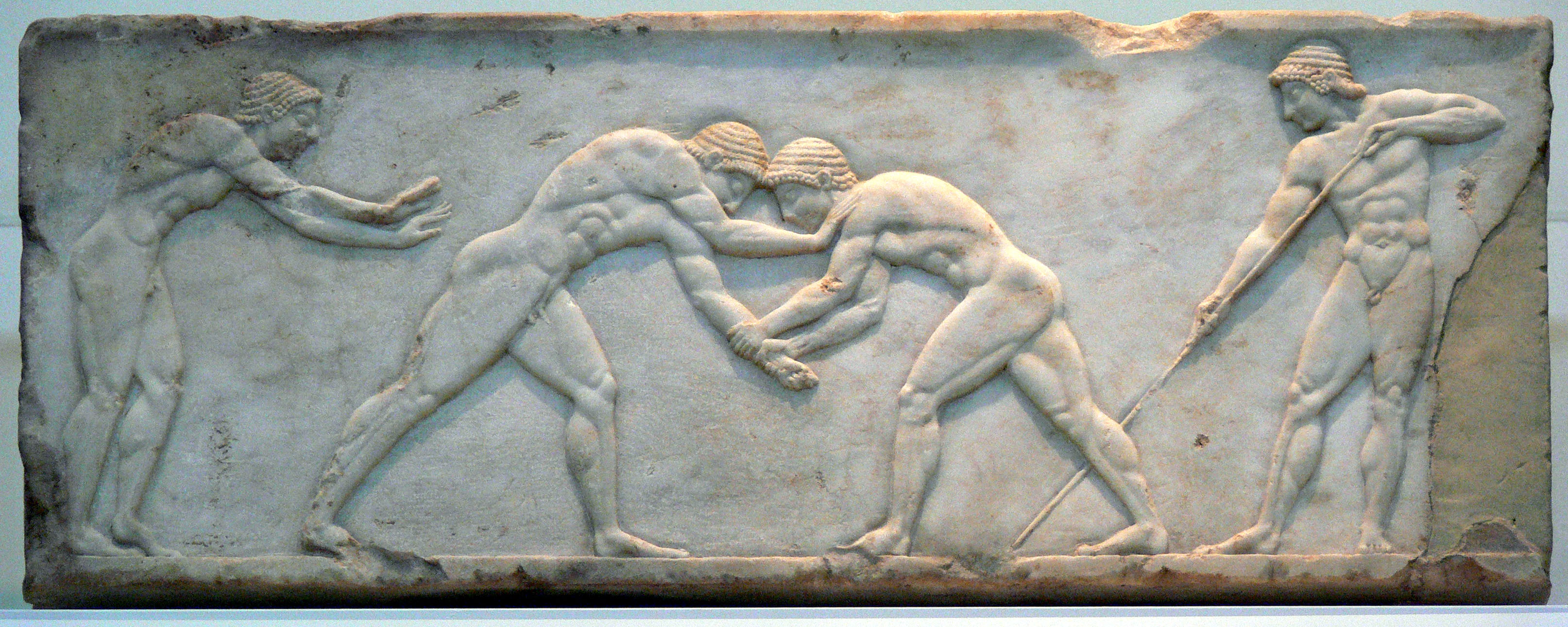
یک نقش برجسته (۵۱۰–۵۰۰ قبل از میلاد) که کشتی گیران را به تصویر می‌کشد

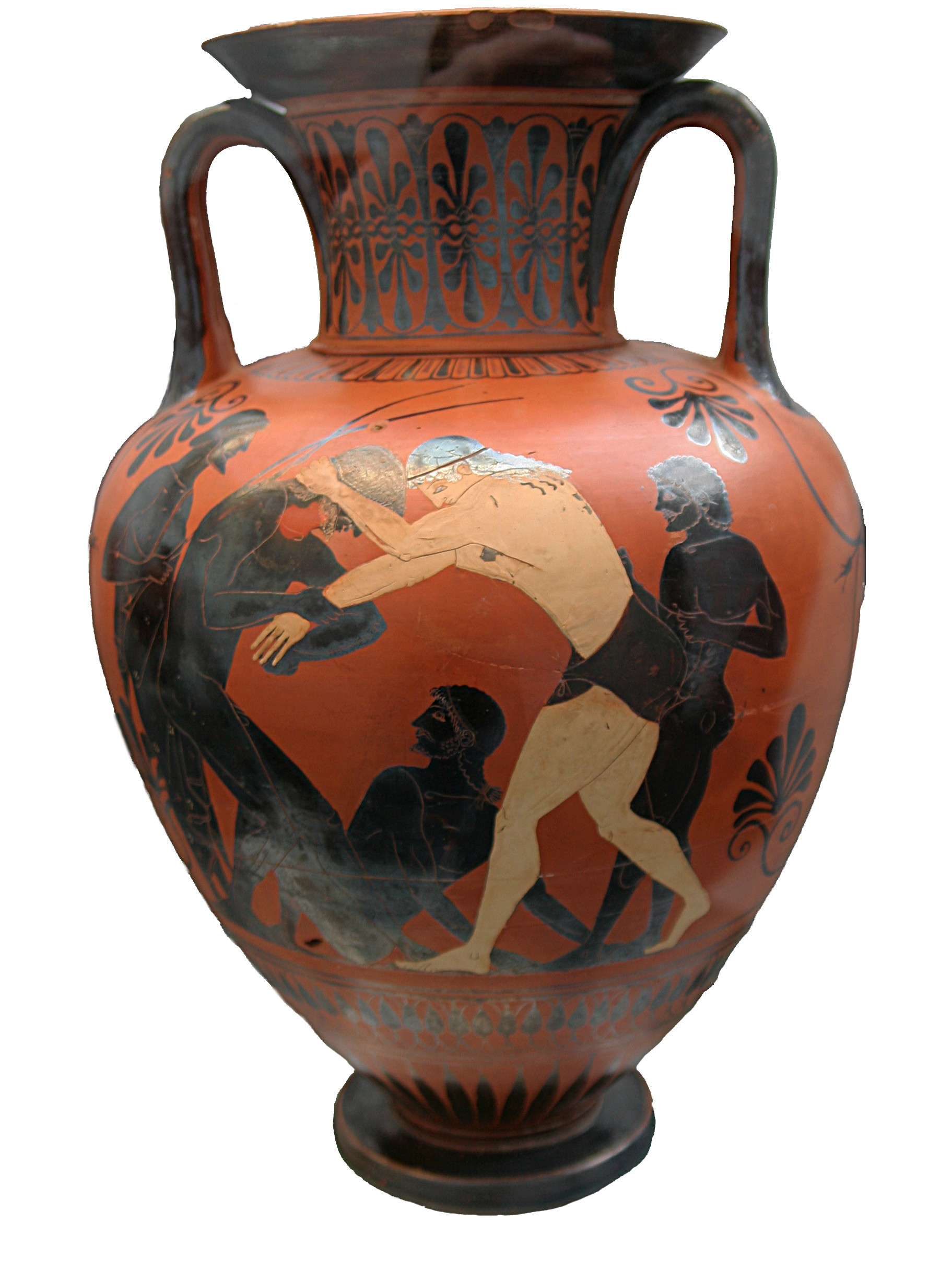
کشتی پلئوس و آتالانتا بر روی گلدان نقاشی شده در مونیخ؛ به سبک آمفورای سیاه‌پیکر آتیک، ۵۰۰–۴۹۰ قبل از میلاد

- کندن چشم یا گاز گرفتن مجاز نیست، زیرا حتی پانکریشن اینها را مجاز نمی‌داند
- این در اختیار داور است که آیا چرخاندن انگشتان به قصد وادار کردن حریف به قبول شکست مجاز است یا خیر.
- گرفتن اندام تناسلی حریف ممنوع است
- همه موارد دیگری که برای متقاعد کردن حریف به پذیرش شکست از طریق درد یا ترس انجام می‌شود مجاز هستند و بخشی جدایی‌ناپذیر از مسابقه می‌باشند.
- تخلفات با شلاق فوری توسط داور مجازات می‌شوند؛ تا زمانی که رفتار نامطلوب متوقف شود.
- برای پیروزی در مسابقه باید سه امتیاز کسب شود
- یک امتیاز را می‌توان به هر یک از سه روش به دست آورد:
  1. پشت حریف در هر زمان زمین را لمس کند
  2. حریف با ضربه زدن یا به روشی دیگر مشخص کند که شکست را از طریق درد یا ترس پذیرفته است
  3. حریف با هر قسمتی از بدن خود از زمین مسابقه کشتی خارج شود یا بیرون از زمین کشتی را لمس کند یا در هوا معلق بماند
- پس از کسب یک امتیاز، باید به حریف فرصت داده شود تا روی پاهای خود بلند شود و چند لحظه بعد ممکن است کشتی ادامه یابد.
- مسابقه هم با علامت داور شروع می‌شود و هم به پایان می‌رسد
- داور در هر زمانی می‌تواند بازی را متوقف کند؛ در صورتی که فکر کند یک امتیاز کسب شده است اما شرکت کنندگان بدون اطلاع از امتیاز کسب شده به کشتی ادامه داده‌اند.
- داور یا سایر مقامات مسئول مسابقه، در صورتی که سایر مقامات ریاست مسابقه را برعهده دارند، باید هر گونه اختلافی را که شرکت کنندگان در مورد امتیازدهی دارند حل و فصل کنند و تصمیم آنها قطعی است.
- زمین کشتی باید یک مربع بزرگ به ابعاد ۲۸٫۵ در ۲۸٫۵ متر (یک پلترون: ۱۰۰ فوت یونانی، عرض معمولی یک مسیر دویدن) یا هر اندازه دیگری که توسط ترتیب‌دهندگان بازی‌ها تعیین می‌شود، باشد و تمام آن باید شن یا خاک باشد.
- شرکت کنندگان باید مسابقه را در مرکز زمین کشتی خارج از محدوده لمس یکدیگر شروع کنند، فاصله دقیق به تشخیص داور خواهد بود.
- سایر جزئیات بیشتر در اختیار مسئولانی است که بازی‌ها را اداره می‌کنند.

این قوانین در یک نسخه خطی باستانی که حاوی دستورالعمل کشتی بود، به نام P.Oxy. III 466، کشف شد.